# Sälltjärnen, Jämtland
Sälltjärnen är en sjö i Bräcke kommun i Jämtland och ingår i Ljungans huvudavrinningsområde. Sjön har en area på 0,116 kvadratkilometer och ligger 432,1 meter över havet. Sjön avvattnas av vattendraget Sännån.

## Delavrinningsområde
Sälltjärnen ingår i det delavrinningsområde (695531-149169) som SMHI kallar för Utloppet av Hemsjön. Medelhöjden är 419 meter över havet och ytan är 35,16 kvadratkilometer. Det finns inga avrinningsområden uppströms utan avrinningsområdet är högsta punkten. Sännån som avvattnar avrinningsområdet har biflödesordning 3, vilket innebär att vattnet flödar genom totalt 3 vattendrag innan det når havet efter 184 kilometer. Avrinningsområdet består mestadels av skog (67 procent). Avrinningsområdet har 7 kvadratkilometer vattenytor vilket ger det en sjöprocent på 19,9 procent.